# Zamarada erugata
Zamarada erugata là một loài bướm đêm trong họ Geometridae.